# Nkoyafolket
Nkoyafolket (også Shinkoyafolket) er et bantu-folk, der er hjemmehørende i Zambia, og hovedsageligt  bor i de vestlige og sydlige provinser og Mankoya- området. Fra 2006 blev de anslået til at tælle 146.000 mennesker. Udover egentlig Nkoya inkluderer Nkoya-dialekter Ba Mbowela (Mbwela, Mbwera, Shimbwera), Ba Lushange, Ba Lukolwe, Mashasha.